# Radziecka interwencja w Afganistanie
Radziecka interwencja w Afganistanie (wojna domowa w Afganistanie, wojna afgańska) – dziewięcioletnia wojna Związku Radzieckiego wspierającego rząd afgański, przeciw partyzantce mudżahedinów zaopatrywanej przez Stany Zjednoczone, toczona na terytorium Afganistanu. ZSRR chciał umocnić i utrzymać u władzy rząd w sąsiadującym Afganistanie. Interwencja została uruchomiona w momencie, gdy zaistniały warunki sprzyjające do przejęcia pełnej sowieckiej kontroli nad Afganistanem. Jeden z najbardziej krwawych konfliktów XX wieku. Trwał od 25 grudnia 1979 do 15 lutego 1989 roku. Jest zaliczany do pośredniej formy „wojen zastępczych”.

## Geneza
W latach 1953–1963 faktyczne rządy w Afganistanie, dużym państwie o powierzchni około 650 000 km², sprawował, jako premier, książę Mohammad Daud Chan – został on odsunięty od władzy przez króla Zahir Szaha. Monarcha zdobywszy władzę, stopniowo zmierzał do przekształcenia ustroju politycznego w monarchię konstytucyjną, doprowadzając do legalizacji partii politycznych i pierwszych w historii kraju wolnych wyborów w styczniu 1965 r. Następne wybory odbyły się w roku 1969 i podobnie jak w poprzednich, zwyciężyły w nich formacje prorządowe i przywódcy największych klanów. W wyborach z roku 1969 miejsca w parlamencie uzyskali również komuniści afgańscy, wywodzący się z Ludowo-Demokratycznej Partii Afganistanu (LDPA). Byli wśród nich liderzy LDPA, tacy jak Babrak Karmal czy Hafizullah Amin. LDPA, od 1965 roku kierowana przez Nur Mohammeda Tarakiego, zyskała po wyborach silniejszą pozycję i zaczęła prowadzić antyrządową i antymonarchistyczną kampanię propagandową. Dotkliwa susza z lat 1970–1973, której następstwem była śmierć ok. 80 tysięcy ludzi, a także eskalacja inspirowanych przez LDPA protestów społecznych i niepokojów, doprowadziły do zamachu stanu i obalenia 17 lipca 1973 roku nieobecnego w kraju króla Zahir Szaha przez jego szwagra, generała Muhammada Daud Chana, mającego duże poparcie radykalnych oficerów i części kierownictwa LDPA (Parczam).

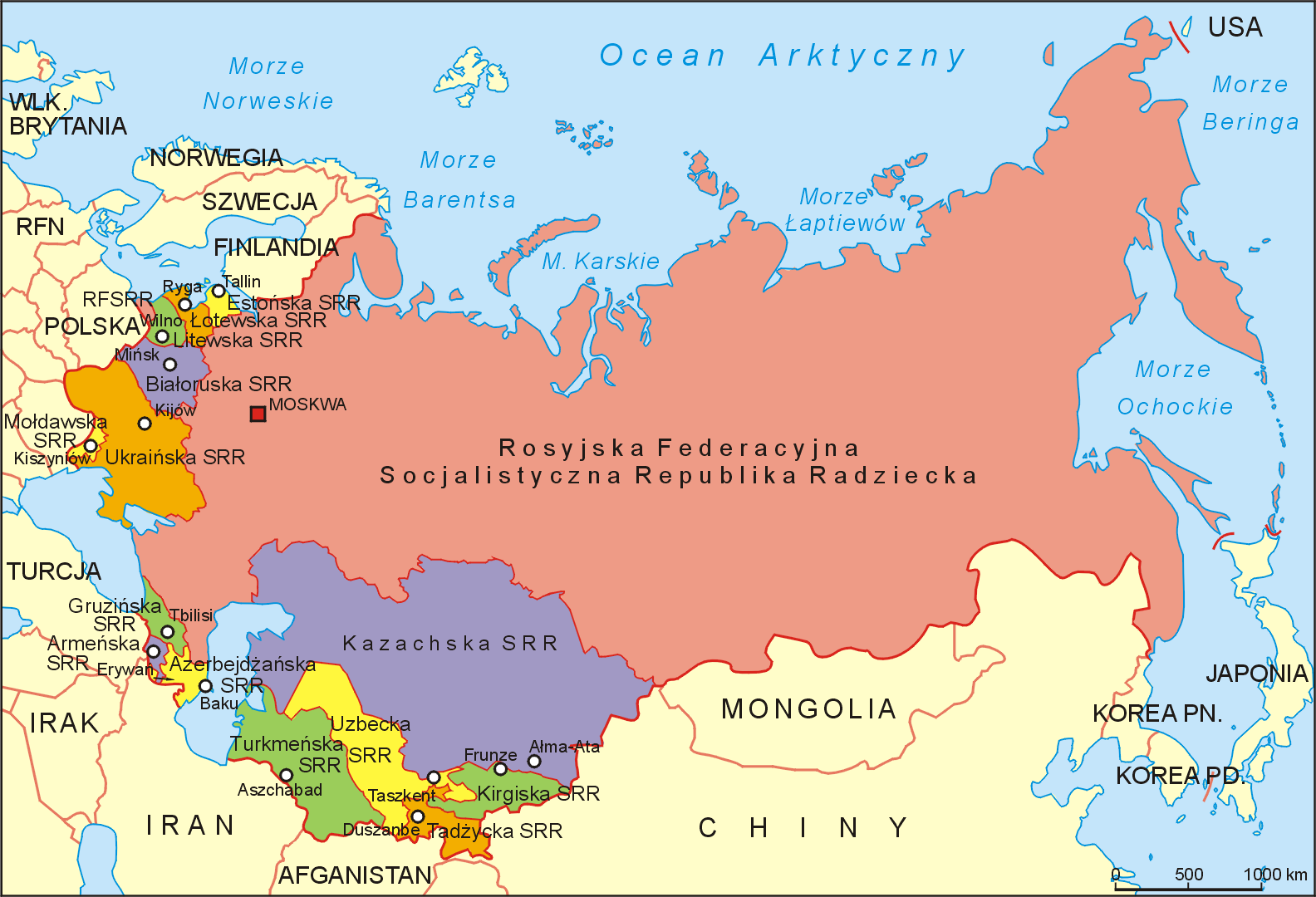
ZSRR i Afganistan w 1989

Po obaleniu króla proklamowano republikę – prezydentem został Muhammad Daud Chan. W skład rządu Muhammada Dauda weszło początkowo 7 ministrów należących do Parczamu (Sztandar), frakcji LDPA o umiarkowanym charakterze. Początkowo Daud prowadził proradziecką politykę zagraniczną, co wzbudziło obawy ze strony USA, które oskarżyły Dauda o chęć utworzenia w kraju państwa o modelu wzorowanym na radzieckim. W 1975 roku doszło do nieoczekiwanego zwrotu w polityce afgańskiej i odsunięcia Parczam od rzeczywistego wpływu na politykę międzynarodową państwa – Muhammad Daud zaczął zawierać umowy gospodarcze także z państwami zachodnimi, Iranem oraz Indiami. Mimo iż współpraca z ZSRR trwała nadal, istniała istotna rozbieżność między Kabulem a Moskwą co do kształtu tej współpracy i wpływu ZSRR na Afganistan. Dodatkowo Daud zwiększył własną władzę i doprowadził do coraz większej autokracji. Wkrótce utworzył on system jednopartyjny na czele z Partią Rewolucji Narodowej i zdelegalizował pozostałe partie polityczne.
Do więzień masowo trafiali przeciwnicy rządu, w tym byli sojusznicy Dauda z LDPA. Doszło też do zabójstw politycznych, a celem jednego z nich padł Mir Akbar Chajbar, którego śmierć była bezpośrednią przyczyną obalenia Dauda. 27 kwietnia 1978 roku doszło do kolejnego zamachu stanu (nazywanego też rewolucją kwietniową lub rewolucją sauryjską), w wyniku którego Muhammad Daud został obalony. Nie chcąc się poddać, prezydent zginął wraz z całą rodziną w szturmie na pałac prezydencki. W dniu 30 kwietnia 1978 roku utworzono oficjalnie Demokratyczną Republikę Afganistanu – na czele utworzonego tego samego dnia rządu stanął Nur Mohammed Taraki, polityk komunistyczny z Chalku (Lud), radykalnej frakcji LDPA.

## Wojna domowa w Afganistanie (1978–1992)

### Początek wojny domowej

#### Reformy nowego rządu
Od 1978 roku władzę sprawował rząd LDPA. Nur Mohammad Taraki ogłosił wdrożenie programu radykalnych zmian społecznych, które w rezultacie miały doprowadzić do liberalizacji społeczeństwa afgańskiego i przeobrażenia struktury społecznej. Reformy kwestionowały tradycyjne wartości i ugruntowanie struktur władzy na obszarach wiejskich. Rząd wprowadził do życia politycznego kobiety i położył kres przymusowym małżeństwom. Rząd 1 stycznia 1979 zainicjował reformę rolną, która próbowała ograniczyć ilość ziemi feudałów. Ci, których posiadłości przekraczały limit, musieli bez rekompensaty oddawać ją w ręce rządu. Afgańskie przywództwo wierzyło, że reforma spotka się z uznaniem wśród mieszkańców wsi i osłabi władzę arystokratów. Reforma została uznana za kompletną w połowie 1979 roku, a rząd ogłosił, że 665 tysięcy hektarów (około 1 632 500 akrów) zostało podzielonych. Rząd oświadczył również, że tylko 40 tys. rodzin, lub 4% populacji, zostało negatywnie dotkniętych przez reformę rolną. Opierając się na poprzednich działaniach Mohammada Daud Chana, nowy rząd stworzył program alfabetyzacji wsparty przez UNESCO. Plan zakładał wyeliminowanie analfabetyzmu w ciągu 20 lat. Rząd następnie zmniejszył okres przejściowy z 20 do 4 lat, co w obliczu braku nauczycieli było nierealne. Plan po późniejszej interwencji radzieckiej został wydłużony do lat siedmiu. Jako że naród afgański był głęboko islamski i religijny, reformy nie zostały ze skutkiem wprowadzone w całym kraju. Szereg zmian był początkowo przyjmowany pozytywnie przez społeczeństwo, które jednak sprzeciwiało się im gdy okazywało się, jak ich wdrażanie wygląda w praktyce – rząd nakazał np. zniesienie posagów. Reformy te zwiększyły opór części Afgańczyków wobec rządu. Siła oporu względem reform doprowadziła w końcu do wojny domowej.

#### Zbombardowanie Heratu i represje rządowe
Do marca 1979 roku protesty antyrządowe przerodziły się w rebelię o charakterze ogólnokrajowym, której głównym czynnikiem jednoczącym był islam. Czynnikiem inicjującym zbrojny sprzeciw była masakra w wiosce Kerala, w której afgańska armia zabiła 1,7 tys. mieszkańców – całą ludność rozstrzelano, a następnie ludzkie ciała zepchnięto spychaczami do dołów i zagrzebano. W krótkim czasie rebelianci dowodzeni przez Ismaela Chana (byłego oficera rządowej armii afgańskiej) opanowali miasto Herat, zabijając około 30 cywilnych i wojskowych doradców radzieckich (w tym lekarzy, pielęgniarki, inżynierów, mechaników) wraz z rodzinami, członków i sympatyków LDPA oraz wszystkich ubranych w europejskie stroje, pozbawiono tym samym rząd realnego wpływu na sytuację w okolicznym rejonie. Nur Mohammed Taraki i komuniści afgańscy zażądali od ZSRR realnego wsparcia, gdyż sytuacja powoli wymykała się spod kontroli. W marcu 1979 sowieckie MiG-i dokonały nalotu bombowego na miasto Herat, powodując śmierć 5-25 tysięcy ludzi na ogólną liczbę 200 tys. mieszkańców. Następnie do miasta wkroczyła armia afgańska, dokonując dalszych mordów i aresztowań przeciwników politycznych. Atak na Herat nie przyniósł oczekiwanych rezultatów, spowodował jedynie eskalację konfliktu – miesiąc później Afgańczycy znowu zmuszeni byli prosić ZSRR o wsparcie wojskowe, do grudnia 1979 takich próśb było około 20. Dostarczono im wtedy ogromne ilości sprzętu wojskowego (jak na ówczesne możliwości armii afgańskiej) o wartości 53 milionów rubli; 140 dział i moździerzy, 90 pojazdów opancerzonych, 48 tysięcy sztuk broni palnej, 1 tys. granatników i 680 bomb lotniczych, a także 100 pojemników napalmu i 150 skrzyń mniejszych bomb. Odmówiono stronie afgańskiej dostarczenia broni chemicznej i helikopterów.
Wojna domowa doprowadziła do terroru stosowanego przez siły rządu. W ramach sekularyzacji rozpoczęto represje wobec przywódców religijnych przejawiające się m.in. publicznym paleniem Koranu, zabójstwami islamskich duchownych czy zabójstwami całych klanów – reprezentujących głównie orientację szyicką. Ustanowiono także zakaz praktyk religijnych wszystkich wyznań, dotyczący także Żydów z Kabulu i Heratu. Po otrzymaniu radzieckiego wsparcia (także w postaci ok. 5 tys. doradców wojskowych), afgański reżim postanowił ostatecznie zlikwidować wszelką opozycję. Według Czarnej księgi komunizmu, wskutek niszczenia całych wiosek, tortur i zsyłek do obozów koncentracyjnych (np. kompleks więzienny Pol-e-Czarki we wschodniej części Kabulu), poniosło śmierć blisko 100 tys. osób, a 500 tys. Afgańczyków udało się na emigrację do państw ościennych.

#### Spór Parczam-Chalk
W tym samym czasie doszło do rozgrywek wewnątrz LDPA; radykalne skrzydło Chalk całkowicie zdominowało umiarkowany Parczam, którego członków wysłano jako ambasadorów do państw bloku wschodniego – Babrak Karmal został zmuszony do wyjazdu do Czechosłowacji. 10 września 1979 nowym przywódcą LDPA i państwa został Hafizullah Amin. Kilka dni później doszło na jego polecenie do fizycznej likwidacji wewnątrzpartyjnej opozycji – w tym dotychczasowego premiera Afganistanu, Nur Muhammada Tarakiego, który zginął uduszony 14 września 1979 roku tuż po przylocie z Moskwy. Dojście Amina do władzy spowodowało przyjęcie polityki umiarkowanej, polegającej na próbach przekonania Afgańczyków co do tego, że rząd nie jest antyislamski. Rząd Amina zaczął inwestować w odbudowę meczetów i wypłacać odszkodowania za ich zniszczenia. Obiecał zapewnienie Afgańczykom wolności wyznania. Grupy religijne otrzymywały kopie Koranu, a Amin w swoich przemówieniach zaczął odnosić się do Boga. Stwierdził, że rewolucja kwietniowa była „całkowicie oparta na zasadach islamu”. Kampania okazała się nieudana, a wielu Afgańczyków obarczało Amina odpowiedzialnością za represyjne działania rządu. Działania Amina mające wykazać, że jest on pobożnym muzułmaninem, były silnym punktem działającym na szkodę kontrrewolucyjnej propagandy, która twierdziła, że rząd jest ateistyczny. Amin starał się też zwiększyć swoją popularność wśród grup plemiennych, czego nie udało się osiągnąć Tarakiemu. Choć na ogół Amin ubierał się w zachodnie stroje, pojawiały się również fotografie przedstawiające go w tradycyjnych ubraniach Pasztunów. W okresie krótkiego przywództwa starał się zdemokratyzować władzę i obiecał nie dopuścić do utworzenia rządów jednoosobowych. Rząd opublikował również listę osób straconych w okresie rządów Tarakiego, a winą za ich egzekucje obarczono byłego lidera państwa.
Amin próbował zmniejszyć zależność Afganistanu od ZSRR. Próbował to zrealizować poprzez zrównoważenie polityki zagranicznej, polegające na zacieśnieniu stosunków z Iranem i Pakistanem. Postawa Amina budziła obawy w ZSRR, gdzie na afgański rząd patrzono z coraz większą podejrzliwością. Szczególnie niechętnie przywódcy ZSRR patrzyli na Amina po tym, gdy ten spotkał się z Gulbuddinem Hekmatjarem, będącym jednym z czołowych antykomunistów w Afganistanie. Prezydent starał się też nawiązać lepsze stosunki z USA. Amerykański ambasador, J. Bruce Amstutz, po trzecim spotkaniu z Aminem oświadczył, że przed ewentualnymi działaniami rząd USA musi obserwować sytuację w państwie. Na początku grudnia 1979 roku Ministerstwo Spraw Zagranicznych zaproponowało spotkanie Amina z pakistańskim prezydentem Muhammadem Zią ul-Haqem. Rząd Pakistanu przyjął zmodyfikowaną wersję oferty afgańskiego MSZ i wysłał na rozmowy do Kabulu własnego ministra spraw zagranicznych Aghę Szaniego. Mimo to, służba specjalna Pakistanu (ang. tłumaczenie nazwy Inter-Services Intelligence) w dalszym ciągu szkoliła mudżahedinów walczących przeciwko rządowi Amina.

### Przebieg interwencji radzieckiej

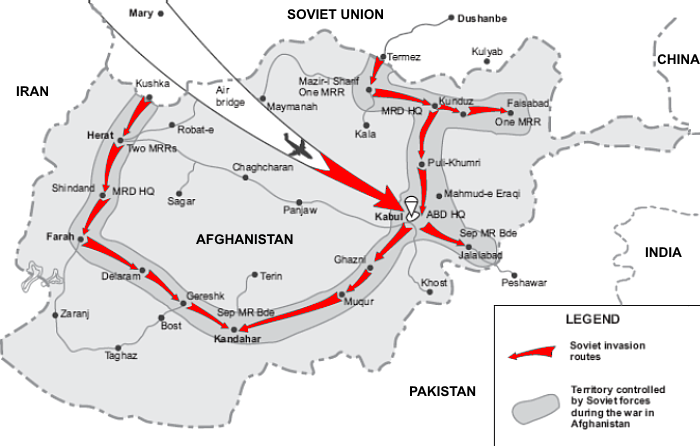
Kierunki przemieszczania się wojsk sowieckich w Afganistanie, podczas inwazji w grudniu 1979

#### Operacja Sztorm-333
Mimo istotnego wsparcia radzieckiego i przewagi militarnej, rząd Amina nie był w stanie pokonać partyzantów. Sytuacja stała się na tyle groźna, że instrukcje wkroczenia wojsk armii radzieckiej do Afganistanu zostały wydane już 12 grudnia 1979 roku. Interwencja radziecka w Afganistanie w rzeczywistości zaczęła się w nocy między 24 a 25 grudnia 1979 roku, kiedy to radzieckie wojska powietrznodesantowe opanowały strategiczne lotniska w Kabulu i Bagramie. 26 grudnia w okolicach miast Termez i Kuszka 2 dywizje 40 Armii (specjalnie utworzonej do inwazji na Afganistan) przekroczyły granicę afgańsko-radziecką, kierując się w stronę stolicy, Kabulu oraz do Kandaharu poprzez Herat.
27 grudnia 1979 roku rozpoczęła się operacja „Sztorm-333”, mająca na celu zlikwidowanie Hafizullaha Amina (którego KGB podejrzewało o działalność agenturalną na rzecz CIA, antyradziecką politykę oraz poglądy maoistyczne). Komandosi przeszkoleni przez KGB z grupy Alfa, pod dowództwem pułkownika Grigorija Bojarinowa, wylądowali na lotnisku w Kabulu i zaatakowali pałac prezydencki – Amin został zastrzelony, a jego następcą został Babrak Karmal, cieszący się zaufaniem radzieckich decydentów długoletni agent KGB. W akcji zginął dowódca komandosów, pułkownik Bojarinow, zastrzelony przez pomyłkę przez własnych żołnierzy (dla mistyfikacji radzieccy żołnierze zostali przebrani w mundury afgańskiej armii). Formalnie radziecka interwencja nastąpiła na prośbę rządu Karmala, jednak prośbę tę Karmal podpisał na terytorium ZSRR, a do Kabulu przybył kilka dni po rozpoczęciu inwazji. Kierownictwo radzieckie błędnie oceniło sytuację, uważając, że wprowadzenie ogromnych sił radzieckich sparaliżuje opór muzułmańskich partyzantów. Inwazja planowana jako wojna błyskawiczna, przeistoczyła się w długotrwały konflikt.

#### Fazy konfliktu

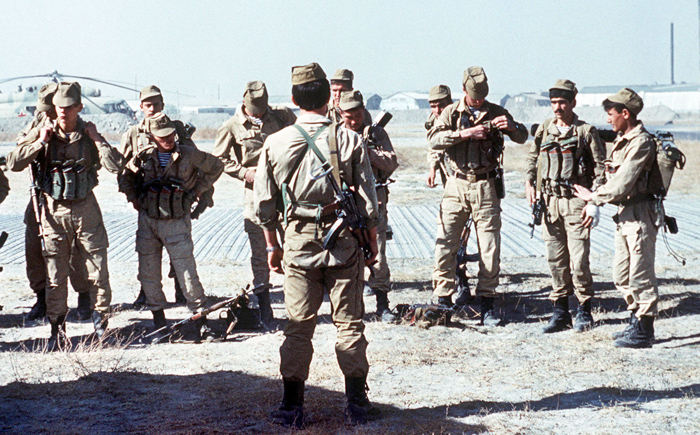
Oddział Specnazu przygotowuje się do walki w Afganistanie, 1988

Dziewięcioletni okres walk wojsk ZSRR w Afganistanie można podzielić na trzy okresy – w latach 1979 do 1982 następowało zajmowanie państwa przez wojska radzieckie – na początku 1980 ich liczba wynosiła kilkadziesiąt tysięcy, a w późniejszym okresie osiągając poziom 104 tys. żołnierzy, z kolei inne źródła oceniają liczbę żołnierzy ZSRR na stałe stacjonujących w Afganistanie na ok. 200 tys. Żołnierze walczący po stronie ZSRR, pochodzili oprócz Rosji głównie z Ukrainy, Białorusi, Uzbekistanu, a także w o wiele mniejszym stopniu z Łotwy, Litwy i Estonii. Zastępowano nimi stopniowo wojska z muzułmańskich republik radzieckich, głównie z Tadżykistanu.
Rozlokowanie sił radzieckich podczas inwazji skoncentrowane było głównie wzdłuż granicy (obecnie granice z Tadżykistanem, Uzbekistanem i Turkmenistanem), oraz sieci dróg zbudowanych przez Rosjan jeszcze w latach siedemdziesiątych, a także w strategicznych miastach, takich jak Kandahar i Herat oraz w kluczowej dla komunikacji dolinie Panczsziru, leżącej w północno-wschodniej części kraju. W strefie zainteresowania ZSRR leżały także tereny obejmujące bogate złoża gazu oraz innych bogactw naturalnych, których produkcję w okresie radzieckiej okupacji przeznaczano dla Związku Radzieckiego. Armia radziecka kontrolowała maksymalnie zaledwie 20% terytorium Afganistanu.

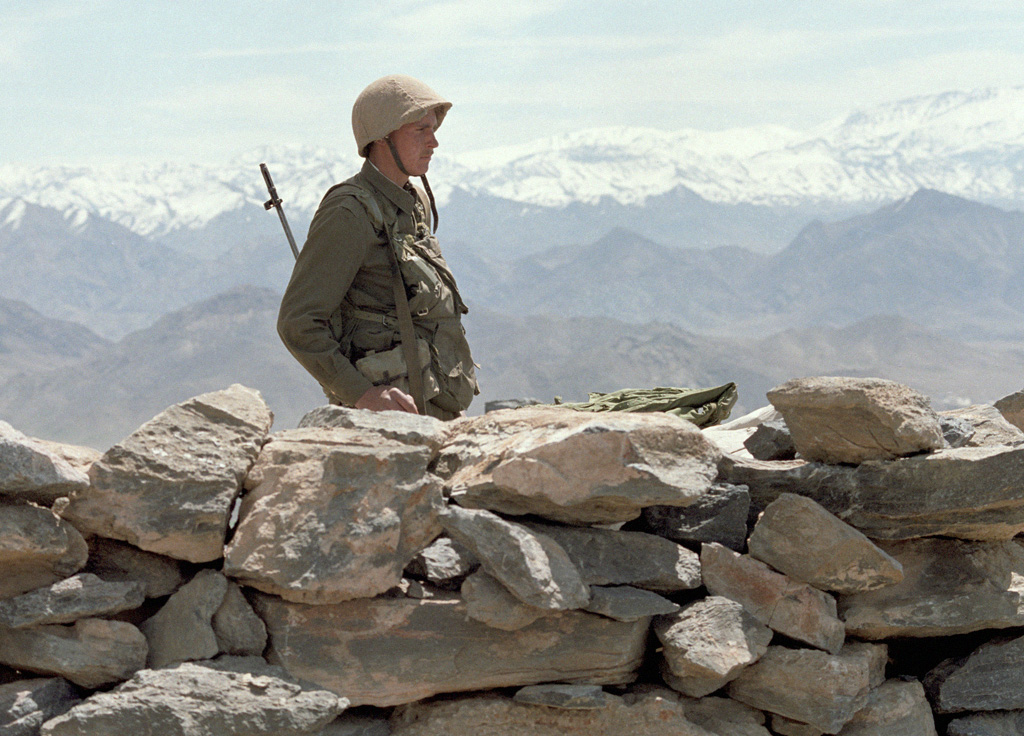
Radziecki żołnierz na patrolu w Afganistanie, 1988 rok

Faza druga przypada na lata od 1982 do 1986 i jest to najcięższy okres walk, praktycznie wojny totalnej. Mimo zastosowanego arsenału środków wojennych armia radziecka około roku 1986 zaczęła stopniowo tracić kontrolę nad Afganistanem. Przyczyniło się do tego także wsparcie afgańskiego ruchu oporu przez CIA, zgodnie z wcześniejszą decyzją amerykańskiego Kongresu, które dostarczało mudżahedinom duże ilości sprzętu wojskowego – w tym niezwykle skuteczne w walce z radzieckimi helikopterami, naprowadzane na podczerwień rakiety Stinger (operacja Cyclone).
Ostatnia faza wojny to lata 1986 do 1989, podczas których następowało wycofywanie sił ZSRR z terytorium Afganistanu. Sytuacja armii radzieckiej była na tyle niekorzystna, iż w 1988 została praktycznie uwięziona w centrum kraju, gdyż mudżahedini przejęli kontrolę nad głównymi szlakami komunikacyjnymi wiodącymi na północ. Dopiero po zniszczeniu głównych dróg z użyciem rakiet Huragan oraz dzięki skutecznemu natarciu, armia radziecka zapewniła sobie bezpieczny transport do ZSRR. Ostateczne wycofanie się ostatnich żołnierzy radzieckich z Afganistanu nastąpiło 15 lutego 1989 roku. Rząd komunistyczny upadł ponad 3 lata później, głównie w wyniku przejścia oddziałów uzbeckiego generała Dostuma na stronę opozycji.

#### Rola Stanów Zjednoczonych, Zachodu i państw regionu
14 lutego 1979 doszło do uprowadzenia i zabicia amerykańskiego ambasadora w Afganistanie, Adolpha Dubsa przez grupę maoistów z ugrupowania Setem-i-Milli. CIA (nie mając jednak bezpośrednich dowodów) podejrzewało, iż inspiratorem akcji było radzieckie KGB, które posługując się afgańską służbą bezpieczeństwa, zorganizowało całą akcję, a następnie doprowadziło do nieudanej próby odbicia zakładnika, zakończonej jego śmiercią. Kiedy w marcu 1979 roku radzieckie siły powietrzne zbombardowały miasto Herat, powodując śmierć tysięcy ludzi (od 5 tys. do 25 tys. według różnych szacunków), wywiad USA uznał, iż ZSRR dąży do konfrontacji militarnej w tym rejonie – wskazywały na to również meldunki wywiadu o formowaniu w Tadżykistanie nowej radzieckiej 40 armii, przeznaczonej do działań ofensywnych. W tej sytuacji prezydent USA Jimmy Carter podpisał dnia 3 lipca 1979 instrukcję dla wywiadu rozszerzającą udzielaną od kwietnia 1978 roku pomoc dla opozycji afgańskiej. Zbigniew Brzeziński, ówczesny doradca do spraw bezpieczeństwa narodowego prezydenta Stanów Zjednoczonych stwierdził, że inwazja ZSRR na Afganistan (do której doszło kilka miesięcy później) była faktycznie wyrokiem śmierci dla ZSRR, który nie mogąc sprostać ekonomicznym i militarnym wymogom tej wojny (mimo ogromnej przewagi w uzbrojeniu), doprowadził się ostatecznie do samodestrukcji (upadek ZSRR nastąpił niedługo po wycofaniu wojsk radzieckich z Afganistanu). Brzeziński zaproponował, aby amerykańskie wysiłki zmierzały w kierunku pomocy mudżahedinom, wplątując ZSRR w kosztowny konflikt, podobny do wojny w Wietnamie. Jako że mudżahedini źle przyjęli równouprawnienie kobiet (zakazano m.in. kupowania żon), Brzeziński ukuł termin „świętej wojny”, mający zachęcić muzułmanów do walki z Sowietami i afgańskim rządem.
CIA zapewniało afgańskiemu ruchowi oporu znaczne wsparcie logistyczne i dostawy uzbrojenia, pomocy udzielały też Wielka Brytania, Chiny, Iran i państwa arabskie – zwłaszcza Arabia Saudyjska. Na terenach Pakistanu i Iranu utworzono bazy szkoleniowe i zaopatrzeniowe mudżahedinów. Liczbę mudżahedinów szacowano na 60 tys. w początkowym okresie wojny, natomiast około roku 1988 już na prawie 180–200 tys. bojowników – niewątpliwie przyczyniły się do tego fakt powstania w Pakistanie i Iranie kilkuset obozów treningowych, w których szkolono i uzbrajano mudżahedinów oraz zjawisko masowej dezercji z armii afgańskiej, jak również religijny charakter ruchu oporu. Od początku bowiem związany był on częściowo z radykalnymi oraz umiarkowanymi nurtami islamu – tworzyło go od początku 7 partii sunnickich (wspieranych z terytorium Pakistanu) oraz 8 partii szyickich, które otrzymywały wsparcie z Iranu. Do przekazywania pieniędzy i sprzętu CIA wykorzystywała głównie pakistański wywiad ISI, wskutek utraty możliwości wpływu na irańskie służby wywiadowcze SAWAK, rozwiązane w lutym 1979 roku w czasie rewolucji islamskiej w Iranie. Większość dostaw kierowano do radykalnego ugrupowania, którym dowodził Gulbuddin Hekmatjar podejrzewany o przyjaźń z Osamą bin Ladenem. W minimalnym stopniu wspierano identyfikujący się z bardziej umiarkowanym nurtem islamu ruch komendanta Masuda, gdyż wywiad pakistański nie dowierzał mu jako Tadżykowi.
Szacuje się, że w wojnie brało udział 35 tysięcy islamskich ochotników pochodzących z 43 państw islamskich. Według rządu USA (oskarżonego o dopuszczenie do wzrostu wpływów ruchów fundamentalistycznych), wszystkie fundusze trafiły do rodzimych afgańskich rebeliantów, jednocześnie rząd USA zaprzecza, że któryś z jego funduszy był wykorzystywany przez Osamę bin Ladena oraz zagranicznych ochotników arabskich. Do przybywania na świętą wojnę do Afganistanu, arabskich ochotników zachęcały służby specjalne Pakistanu.

### Wpływ interwencji na rządy afgańskie

#### Rządy Karmala
Karmal po objęciu władzy ogłosił amnestię, w wyniku której na wolność wypuszczono więźniów dwóch poprzednich rządów. Obiecał utworzenie rządu koalicyjnego, który nie będzie zwolennikiem socjalistycznego modelu państwa, podkreślając przy tym, że wynegocjuje wsparcie polityczne, militarne i gospodarcze z ZSRR. Trzema najważniejszymi obietnicami Karmala były – powszechna amnestia więźniów, upowszechnianie Podstawowych Zasad Demokratycznej Republiki Afganistanu i przyjęcie nowej flagi zawierającej tradycyjne barwy narodowe (poprzednia flaga była czerwona). Jego rząd przywrócił ponadto skonfiskowane mienie, przyznał koncesje przywódcom religijnym oraz sprywatyzował niektóre nieruchomości znacjonalizowane podczas wcześniejszych reform. Wszystkie te działania, z wyjątkiem ogólnej amnestii więźniów, były wprowadzane stopniowo. Z więzień wypuszczono 2600 więźniów politycznych w tym 600 członków Parczam, a powszechna amnestia ogłoszona na obchodach szesnastej rocznicy powstania LPDA (1 stycznia 1980 roku) była przez rząd bardzo nagłośniana. Karmal rozpoczął pracę nad Podstawowymi Zasadami Demokratycznej Republiki Afganistanu, którymi była gwarancja praw demokratycznych tj. wolność słowa, prawo do bezpieczeństwa i życia, prawo do demonstracji, prawo do pokojowego zrzeszania się oraz do rzetelnego procesu sądowego. Amin w ramach zasad ogłosił, że państwo chronić będzie trzy rodzaje własności: państwową, spółdzielczą i prywatną. Prezydent rozszerzył bazę wsparcia dla LPDA na grupy społeczne, które dotychczas były określane jako wrogowie rewolucji. Prezydent mianował też grupę osób niezwiązanych z ruchem komunistycznym na stanowiska rządowe – w okresie od marca do maja 1980 roku aż 78 na 191 osób mianowanych na stanowiska rządowe nie było członkami LDPA. Z jego inicjatywy w czerwcu 1981 roku odbył się zjazd założycielski Narodowego Frontu Ojczyzny. Karmal jako praktykujący muzułmanin przystąpił do powrotu do odwoływań do tradycyjnych zwyczajów afgańskich oraz islamskich. Na piątym plenum Komitetu Centralnego partii w czerwcu 1981 roku złożył rezygnację ze stanowiska premiera i na tym stanowisku został zastąpiony przez Sultana Alego Kesztmandu oraz doprowadził do zmian w Radzie Rewolucyjnej, której aż pięciu członków nie było związanych z rządzącą partią. Nieortodoksyjne i liberalne podejście Karmala nie zatrzymało jednak rosnących niepokojów oraz rozłamu w rządzie, którego liczni przedstawiciele przechodzili na stronę opozycji. Rozłamy nie zmieniły jednak kierunku obranego przez rząd. W styczniu 1984 roku Karmal drastycznie ograniczył reformę rolną wprowadzoną przez Tarakiego i Amina oraz zwiększył zakres granic gospodarstw ziemskich. Rząd kontynuował program alfabetyzacji oraz zwiększył prawa kobiet. We wrześniu 1985 roku odbyło się pierwsze od lat posiedzenie parlamentu starszyzny plemiennej Loja Dżirga. Przewodniczącym parlamentu został Abdurrahim Hatef niebędący członkiem LPDA. Podczas wyborów 1985-1986 zostało ustalone, że 60% urzędników państwowych ma być osobami spoza rządzącej partii, a pod koniec rządów Karmal zdecydował o tym, że kilku członków rządu na wysokim szczeblu nie będzie członkami partii. Mimo liberalizacji systemu stale zwiększano zapotrzebowanie na armię – po interwencji radzieckiej, budżet obronny wzrósł do 208 mln USD w 1980 roku i 325 mln USD w 1981 roku. W 1982 roku stwierdzono, że rząd wydał na cele wojskowe około 22% wszystkich wydatków. W styczniu 1981 roku rząd podwoił płace dla personelu wojskowego oraz zwiększył wiek dla rezerwistów do 35 roku życia, a wojskowi zyskali w rządzie szerokie wpływy. Liczba żołnierzy wzrosła z 25 tysięcy w 1980 roku do 40 tysięcy w połowie lat 80.

#### Rządy Nadżibullaha
W 1987 roku władzę przejął Mohammad Nadżibullah, który zwiększył zakres liberalizacji i zlikwidował Demokratyczną Republikę Afganistanu, tworząc w jej miejsce II Republikę. Z inicjatywy Nadżibullaha powstała Komisja Pojednania Narodowego, a pod koniec tego samego roku wezwał do półrocznego zawieszenia broni w trwającej w państwie wojnie domowej. Choć program nie udał się, to rządowi udało się przeciągnąć na swoją stronę wielu mudżahedinów rozczarowanych polityką opozycji, zasilili oni rządowe milicje. Proces pojednania doprowadził do zyskania szerokiego poparcia dla rządu na terenach miejskich oraz do stabilizacji afgańskiej armii. We wrześniu 1986 roku przygotowano nową konstytucję, którą zatwierdzono 29 listopada 1987 roku. W czerwcu 1988 roku Rada Rewolucyjna, której członkowie byli wybierani przez kierownictwo partii, została zastąpiona przez Zgromadzenie Narodowe, którego przedstawiciele byli wybierani w wyborach. Znacznej zmianie uległa ideologia LDPA, która coraz mniej odwoływała się do socjalistycznych wzorców. W 1989 roku minister szkolnictwa wyższego w rządzie Nadżibullaha rozpoczął proces desowietyzacji uczelni. W 1989 roku nazwę partii zmieniono na Partię Ojczyzny, a w 1990 roku partia ogłosiła, że porzuca marksizm, a wszyscy jej członkowie są muzułmanami. Jego rząd rozpoczął też prywatyzację gospodarki i wprowadzał reformy w duchu wolnego rynku. Rząd afgański pod jego kierownictwem ograniczył radzieckie wpływy.
W 1987 roku odbyły się wybory samorządowe, w których prezydent umożliwił start innych partii politycznych oraz zapowiedział gotowość do podzielenia się władzą z przedstawicielami grup opozycyjnych oraz na utworzenie koalicji rządowej. Nowa konstytucja zakładała utworzenie nowego dwuizbowego Zgromadzenia Narodowego (Meli Shura), składającego się z Senatu (Sena) i Izby Reprezentantów (Wolesi Dżirga). Nadżibullah ogłosił, że tylko grupa najbardziej ekstremistycznych organizacji opozycji nie może przystąpić do planowanego rządu koalicyjnego. Wybory parlamentarne w 1988 roku wygrała LDPA, która zyskała 46 mandatów, Front Narodowy zyskał 45 miejsc, a nowo powstałe partie lewicowe zdobyły łącznie 24 miejsca. Wybory zostały zbojkotowane przez mudżahedinów – jedyną uzbrojoną grupą opozycyjną, która zgodziła się na pokój z rządem, było szyickie stronnictwo, afgański Hezbollah. Mimo bojkotu ze strony islamistów, rząd oddał im 50 z 234 miejsc w Izbie Parlamentu.

### Zakończenie interwencji i koniec wojny domowej
W lutym 1989 roku Sowieci wycofali ostatnich żołnierzy z Afganistanu, ale wbrew oczekiwaniom obserwatorów rząd wciąż utrzymywał się u władzy. ZSRR zachował wsparcie finansowe i zaopatrzeniowe dla Afganistanu. W dalszym ciągu mudżahedini otrzymywali wsparcie ze strony Pakistanu i CIA, a celem zbrojnej opozycji było ustanowienie państwa opartego na fundamentalistycznym islamie. Nadżibullahowi początkowo udało się skutecznie zorganizować obronę przeciw mudżahedinom, w 1990 roku prezydent powołał liczącą 100 tysięcy osób milicję, a już pod koniec lat 80. liczba funkcjonariuszy sił państwowych wynosiła 300 tysięcy osób. Rząd zyskał też pomoc zaopatrzeniową i technologiczną ze strony Indii pragnących utrzymać przy władzy Nadżibullaha. Po wycofaniu się Sowietów doszło do stopniowej islamizacji kraju – konstytucja z 1990 roku deklarowała, że Afganistan jest państwem islamskim i ostatecznie zlikwidowano w niej odniesienia do myśli lewicowej. Artykuł pierwszy konstytucji z 1990 roku potwierdził, że Afganistan jest niezależnym, jednolitym i islamskim państwem. W styczniu 1992 roku rząd Rosji ostatecznie zakończył swoje wsparcie dla Afganistanu, a sam Nadżibullah coraz bardziej negatywnie wyrażał się o dotychczasowych sojusznikach, ustanawiając nawet nowe święto narodowe – Dzień Ocalenia Narodowego, które odbywało się w rocznicę wycofania się z Afganistanu wojsk radzieckich.
W 1992 roku rząd spadkobierców LDPA ostatecznie upadł, a w jego miejscu mudżahedini utworzyli Islamskie Państwo Afganistanu. Długoletnia wojna spowodowała osłabienie gospodarki Afganistanu i gwałtowne zubożenie jego społeczeństwa. Zniszczenie kultury oraz masowa emigracja ludności (ok. 5 milionów Afgańczyków) były kolejnymi efektami wojny. Odległym skutkiem poparcia przez Pakistan fundamentalistycznego odłamu mudżahedinów, którym kierował Gulbuddin Hekmatjar, a także braku zainteresowania państw zachodnich sytuacją w Afganistanie na początku lat 90. (wynikającego poniekąd z utraty wpływu na radykalizujące się ugrupowania byłych mudżahedinów po wycofaniu się ZSRR z Afganistanu), było przejęcie władzy przez fundamentalistów islamskich w 1992 roku. Rozpoczęta wkrótce później wojna domowa, toczona głównie przez dawnych mudżahedinów, doprowadziła do śmierci ponad 400 tys. ludzi oraz niemal całkowitego zniszczenia Kabulu (już wcześniej miasto doznało uszczerbku wskutek działań wojennych w latach 80.), a w końcu do przejęcia władzy przez fanatycznych Talibów.

### Siły stron

#### ZSRR
Radzieckie wojska operacyjne stanowiły Ograniczony Kontyngent Wojsk Radzieckich w Afganistanie. W pierwszym rzucie 40 Armii wprowadzono do Afganistanu 81100 żołnierzy (z czego 61800 w jednostkach liniowych), 2400 pojazdów pancernych (ok. 600 czołgów, 1500 BWP i 290 BTR), 900 dział i 500 samolotów. W 1985 siły te (40 A) liczyły 108800 żołnierzy (z czego 73 tys. w jednostkach liniowych) i 29 tys. pojazdów (w tym ok. 6 tys. czołgów, BWP-ów i BTR-ów). Były one wspierane przez ponad 1 tys. samolotów, w tym 320 śmigłowców.
Według oficjalnych danych i badań rosyjskich historyków wojskowości, przez Afganistan przewinęło się 620 tys. żołnierzy radzieckich, z czego w armii – 525 200 (w tym 62 900 oficerów), 90 tys. – w wojskach podległych KGB, a 5 tys. – w formacjach MSW. W tym samym czasie wojska radzieckie w Afganistanie liczyły od 80 tys. do 104 tys. żołnierzy (według raportów CIA z 1987 w apogeum konfliktu liczba żołnierzy radzieckich wynosiła 120 tys.), nie licząc personelu cywilnego.

#### Demokratyczna Republika Afganistanu
Siły Zbrojne DRA podlegające Ministerstwu Obrony DRA przez cały okres istnienia do roku 1992 charakteryzowały się ilościową zmiennością, która wynikała nie tylko ze strat bojowych, ale również dezercji, w 1978 roku armia DRA liczyła 90 tys. żołnierzy, w 1982 liczba ta spadła do ok. 40 tys. żołnierzy, w roku 1986 udało się ją podnieść do ok. 142 tys. żołnierzy. W skład militarnych i paramilitarnych sił afgańskich wchodziły obok jednostek regularnych armii lądowej oraz lotnictwa formacje paramilitarne takie jak Korpus Obrońców Rewolucji, jednostki policji granicznej, grupy samoobrony wiejskiej i zakładowej, które podlegały MSW, w sumie ok. 110 tys. milicjantów, policjantów i żandarmów. W szeregach policji bezpieczeństwa CHAD służyło ok. 20 tys. funkcjonariuszy. Wyposażenie armii afgańskiej było bardzo zróżnicowane, obok czołgów starszej generacji, T-34-85 czy T-44, posiadali na wyposażeniu nowsze czołgi np. T-62 i T-64, transportery BTR-60, BTR-70, wyrzutnie BM-21 Grad, bojowe wozy piechoty BMP-1, formacje paramilitarne KHAD były wyposażone w transportery BTR-40 i w niewielkim stopniu BTR-60. Lotnictwo wyposażono w myśliwce MiG-17, MiG-21, Su-7, Su-17, bombowce Ił-28, śmigłowce Mi-2, Mi-4, Mi-8, pod koniec wojny dostarczono niewielką liczbę Mi-24. Podstawowym karabinem w armii afgańskiej był AKM, formacje paramilitarne otrzymały na wyposażenie karabinki AK-47, SKS oraz pm.PPS.

#### Mudżahedini
Według wywiadu radzieckiego, w końcu 1988 roku strona partyzancka dysponowała 4530 oddziałami liczącymi 173 tys. ludzi (z tego działania bojowe prowadziło 1920 grup partyzanckich liczących 82 300 mudżahedinów). Zgodnie z tymi samymi ocenami mudżahedini dysponowali m.in.: 86 działami, 770 działkami przeciwlotniczymi, ok. 1500 działami bezodrzutowymi, blisko 700 wyrzutniami rakiet ziemia-powietrze (Stinger, Strieła-2), ponad 1 tys. wyrzutni pocisków przeciwpancernych (ppk), ok. 2800 moździerzami, ponad 4 tys. karabinów maszynowych i ponad 10 tys. ręcznych granatników. Mudżahedini wywodzili się z islamistycznych ruchów wspartych finansowo przez teokratyczne państwa regionu tj. Arabię Saudyjską czy w przypadku grup mniejszości szyickiej przez Iran, mniejszą grupę antyrządowych i antyradzieckich rebeliantów stanowiły organizacje maoistowskie.

### Skutki

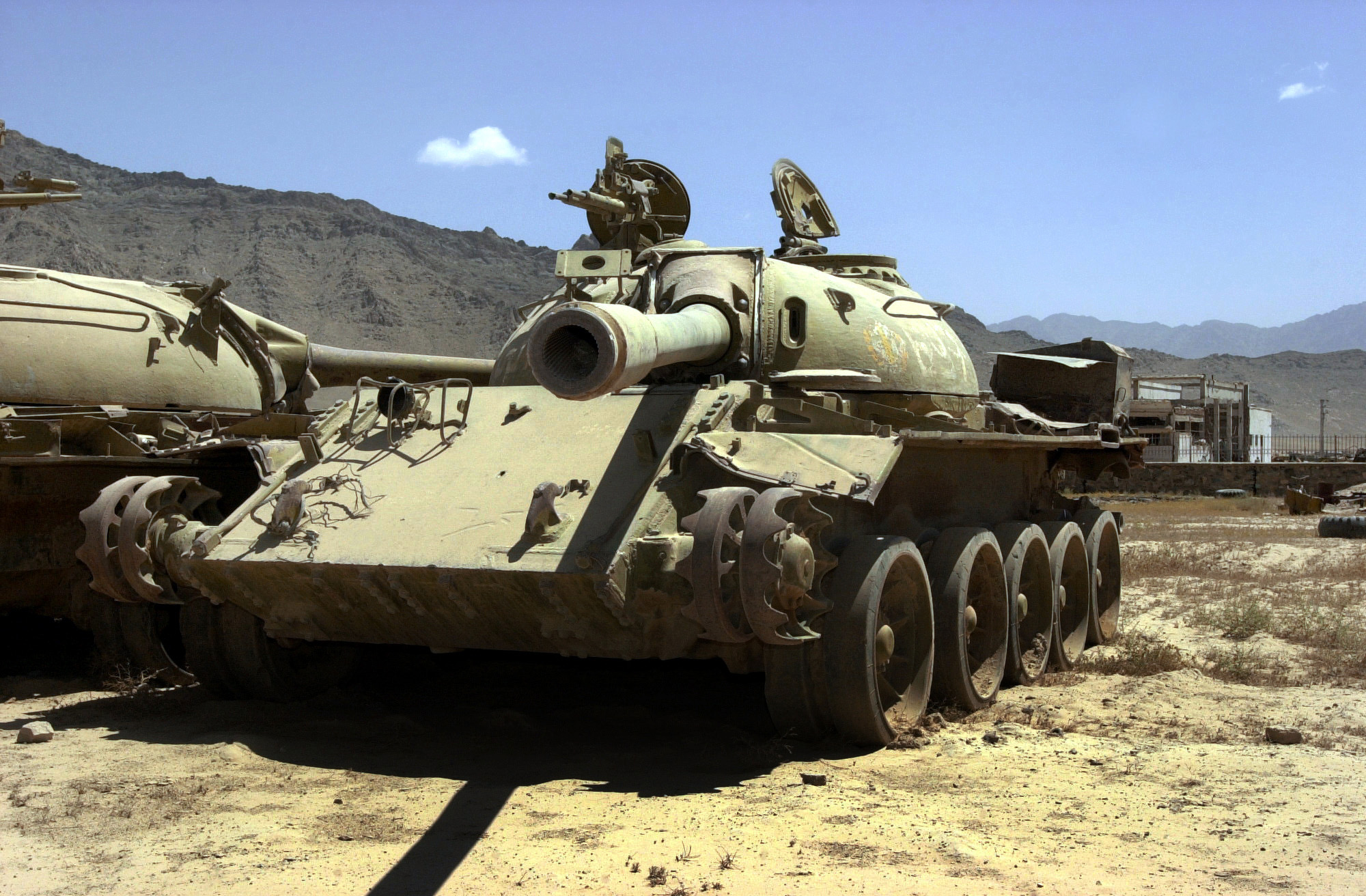
Porzucone przez armię radziecką czołgi w pobliżu bazy lotniczej Bagram

Liczba ofiar śmiertelnych konfliktu po stronie afgańskiej oceniana jest na ok. 1,5 mln ludzi (w tym ludność cywilna stanowiła ok. 90% ogólnej liczby zabitych) – są to głównie ofiary bezpośrednich działań wojennych, jak również terroru CHAD, oraz (w mniejszym stopniu) działań odwetowych i terroru stosowanego przez mudżahedinów. Rannych zostało od 2 do 4 milionów ludzi. Po stronie ZSRR liczba zabitych, zaginionych i zmarłych wskutek odniesionych ran wyniosła 15 031 osób, z czego 14 427 żołnierzy armii radzieckiej, 576 żołnierzy i funkcjonariuszy z formacji podległych KGB, 28 członków formacji MSW. Prawie 54 tys. żołnierzy zostało rannych (w tym ponad 10 tysięcy uległo trwałemu inwalidztwu). Ustalenia poczynione w latach 90. przez część historyków zachodnich sugerowały całkowitą liczbę poległych po stronie ZSRR na ponad 30 tys. ludzi. Liczba ofiar radzieckich wskutek szerzących się wśród żołnierzy alkoholizmu, narkomanii i spowodowanych działaniami wojennymi chorób psychicznych nie jest znana. Straty ZSRR w sprzęcie wojskowym wyniosły 118 samolotów, 333 helikoptery, 147 czołgów, 1314 transporterów opancerzonych, 433 działa i moździerze, 1138 zestawów radiowych i wozów dowodzenia, 510 pojazdów inżynieryjnych, 11 369 ciężarówek i wozów tankowania.
Wojna w Afganistanie spowodowała przyspieszony upadek Związku Radzieckiego, mimo iż w stosunku do całości budżetu wojskowego coroczne koszty interwencji były niskie (mniej niż 3% każdego roku), systematycznie rosnące koszty wojny zamknęły się kwotą ponad 100 mld dolarów amerykańskich (częściowo zrekompensowaną przez obowiązkowe dostawy gazu ziemnego z Afganistanu do ZSRR, eksploatację bogactw naturalnych okupowanego państwa oraz podporządkowaniu większości jego gospodarki ZSRR). Słabość doktryny militarnej państwa radzieckiego w starciu z partyzantami, spowodowała zmianę postrzegania na arenie międzynarodowej rzeczywistej wartości bojowej Armii Radzieckiej i jej przyszłych szans w ewentualnym konflikcie z państwami zachodnimi – brak zwycięstwa ZSRR w Afganistanie nie oznaczał jednak, że Armia Radziecka została uznana na Zachodzie za niegroźną. Nadal uważana była, mimo pewnych opóźnień w najnowszych technologiach wojskowych, za zdolną do prowadzenia intensywnej wojny konwencjonalnej z zaawansowanym technicznie przeciwnikiem w diametralnie innych warunkach terenowych Europy i Dalekiego Wschodu. Ponadto od zakończenia II wojny światowej nie brała ona udziału bezpośrednio w regularnej wojnie, w większości prowadząc tzw. wojny zastępcze (ang. „proxy wars”). Dlatego też jej początkowe sposoby prowadzenia walki w Afganistanie (duże operacje okrążające z użyciem wojsk pancernych i zmechanizowanych bez wystarczającego wsparcia z powietrza) okazały się zupełnie nieefektywne. Dopiero potem Sowieci ad hoc stworzyli od podstaw nowe sposoby działań, wycofując z Afganistanu prawie wszystkie pododdziały czołgów i zastępując je przede wszystkim użyciem śmigłowców. Przerzucano nimi szybko wojska aeromobilne w rejon walk z zamiarem „pionowego okrążenia” oddziałów partyzanckich, a następnie wspierano ogniem ze śmigłowców oddziały walczące na ziemi.

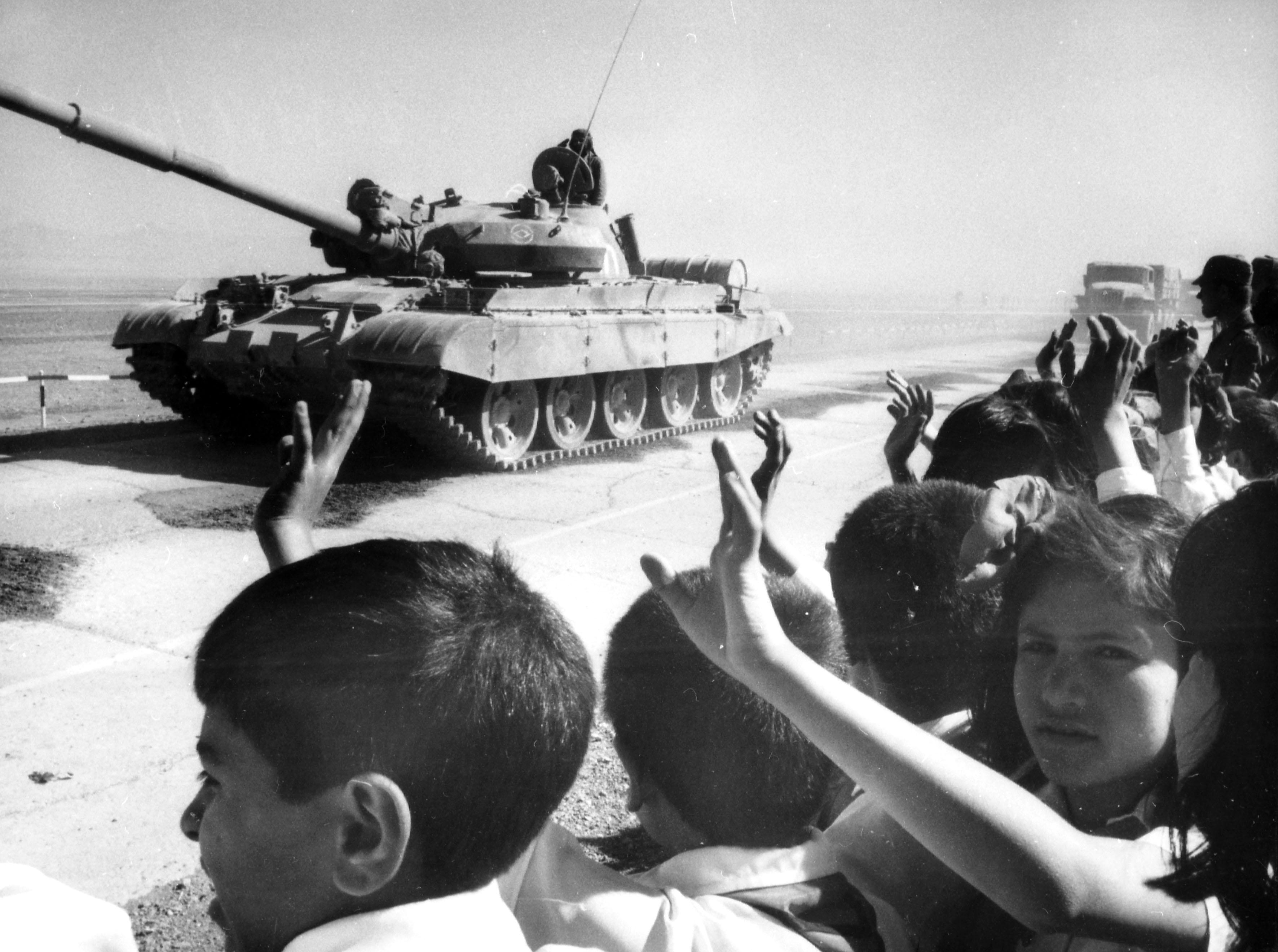
Radziecki czołg T-62M wycofujący się z Afganistanu

Osłabienie autorytetu państwowego ZSRR i jego przywódców przyczyniło się do końca zimnej wojny. Dodatkowym czynnikiem przyspieszającym upadek ZSRR był spowodowany radziecką interwencją brak ratyfikacji przez Kongres Stanów Zjednoczonych porozumienia w sprawie ograniczenia zbrojeń strategicznych (SALT II) – co nastąpiło w pół roku po inwazji ZSRR na Afganistan. W 1980 r. liczące się na arenie międzynarodowej państwa zachodnie, w proteście przeciwko radzieckiej interwencji w Afganistanie, zbojkotowały Letnie Igrzyska Olimpijskie w Moskwie.

### Kontrowersje
... w tej wojnie nie do wygrania wojska radzieckie miały pewne osiągnięcia. W połowie lat osiemdziesiątych władze w Kabulu mogły stwierdzić zgodnie z prawdą, że sprawują kontrolę mniej więcej nad jedną piątą kraju dzięki wysuniętym posterunkom, rozmieszczonym wzdłuż głównych dróg i otaczających kluczowe punkty i obiekty. W 1979 roku władze w Kabulu kontrolowały jedną dziesiątą terytorium Afganistanu. Liczba żołnierzy radzieckich w tym kraju była stosunkowo niewielka i wynosiła mniej niż połowę najwyższego kontyngentu Amerykanów w Wietnamie, a przecież Rosjanie dążyli do opanowania trzy i pół raza większego kraju.

{{Cytat}} Brakujące pola: treść. Przestarzałe pola: 1.
Ocena konfliktu i jego rzeczywistych skutków dla ZSRR jest sporna. Mimo stosunkowo wysokich kwot przeznaczonych przez lata trwania konfliktu na finansowanie wojny, zaangażowanie militarne ZSRR i obciążenia finansowe budżetu wojskowego podczas interwencji w Afganistanie pozostawały względnie niskie – na prowadzenie wojny przeznaczano corocznie od 1,5 do 2,5 procenta budżetu wojskowego ZSRR, a liczebność kontyngentu wojskowego stanowiła 3% całości sił zbrojnych ZSRR. Niskie koszty interwencji wynikały z kilku czynników – niewielka zmiana liczby żołnierzy w szczytowej fazie konfliktu w stosunku do początkowej liczby żołnierzy (ich liczby nie zwiększano gwałtownie, lecz stopniowo), używanie konserwatywnych taktyk wojennych w celu zminimalizowania strat (naloty prowadzono przeważnie z dużych wysokości, co powodowało także duże straty wśród ludności cywilnej, a wojska lądowe walcząc z rebeliantami, nie zapuszczały się poza zasięg ogniowego wsparcia ani nie ścigały partyzantów), stosowanie starszych rodzajów broni i amunicji pochodzących ze składów mobilizacyjnych, krótkie linie dostaw wojskowych (często o wiele krótsze niż podobne linie zaopatrzenia jednostek wojskowych w samym ZSRR), zobowiązanie rządu Afganistanu do obowiązkowej odpłatności na rzecz ZSRR za pomoc ekonomiczną i wojskową w postaci dostaw gazu ziemnego (wartość dostaw, wyłączona z sumy wydatków na interwencję, wyniosła do 1986 3,5 miliarda rubli w porównaniu do kosztów interwencji, które wyniosły ogółem 15 miliardów rubli w roku 1986).
W Afganistanie stacjonowało przeważnie 100 samolotów bojowych i 300 śmigłowców (3,5% całości sił radzieckiego lotnictwa). Około trzech czwartych wojsk armii radzieckiej stacjonujących w Afganistanie pełniło służbę garnizonową, pilnując kluczowych miast, baz wojskowych oraz sieci dróg, organizując konwoje (siły wojskowe ZSRR w szczytowym momencie kontrolowały nie więcej niż 20% powierzchni państwa). Jedynie pozostała ich część złożona z wojsk elitarnych (powietrznodesantowych, desantowo-szturmowych oraz Specnazu) była stale zaangażowana w bezpośrednie walki z partyzantami razem z rządową armią afgańską.

#### Rakiety przeciwlotnicze
Podczas inwazji radzieckiej na Afganistan mudżahedini posiadali i kupowali na czarnym rynku, m.in. w Polsce, strzały-2. Pociski z tych sponsorowanych przez państwa zachodnie dostaw często się psuły (znacznie bardziej niż używane przez armie UW) oraz posiadały liczne wady. ZSRR doskonale o tym wiedział, kontrolując sprzedaż i uszkadzając sprzęt. Dlatego też dostarczenie sprawnych rakiet (jak Stingery) było zaskoczeniem.

### Kultura masowa
- Prochy świętych. Afganistan czas wojny – książka Radosława Sikorskiego przebywającego w Afganistanie w czasie interwencji jako korespondent wojenny, A.M.F. Plus Group, 2007 (IV wydanie polskie).
- Morderczy Afganistan (Afganskij izlom/Afghan Breakdown) (1990) – wojna w Afganistanie u schyłku wojny. Jest pierwowzorem 9 kompanii
- 9 kompania (ros. 9 рота) – wojna w Afganistanie z rosyjskiej perspektywy, perypetie radzieckiego oddziału podczas jednej z ofensyw militarnych, film w reż. Fiodora Bondarczuka z 2005.
- Bestia wojny (ang. The Beast, także The Beast of War) – wojna w Afganistanie z perspektywy załogi rosyjskiego czołgu T-62, film z 1988 roku w reż. Kevina Reynoldsa.
- Wojna Charliego Wilsona (ang. Charlie Wilson’s War) – komediodramat produkcji amerykańskiej, kulisy pomocy amerykańskiej dla mudżahedinów afgańskich, reż. Mike Nichols, 2007
- Żmija – powieść historyczna z elementami fantastyki autorstwa Andrzeja Sapkowskiego, Supernowa 2009
- Rambo III – tytułowy bohater John Rambo wyrusza do ogarniętego wojną Afganistanu, aby uratować swojego przyjaciela porwanego przez pewnego radzieckiego oficera. Film akcji produkcji amerykańskiej z 1988 roku, reż. Peter MacDonald.